# Aéroport de Canefield
L'Aéroport de Canefield est l'un des deux aéroports de la Dominique, dont il dessert la capitale, Roseau.

## Situation
| Roseau Melville Hall |

## Compagnies et destinations
| Compagnies            | Destinations |
| --------------------- | --- |
| Air Antilles          | Guadeloupe - Maryse Condé |
| Airawak               | Martinique A. Césaire |
| Anguilla Air Services | En saison : Anguilla-Clayton J. Lloyd, Saint John's-V. C. Bird, Saint-Barthélemy, Saint-Christophe-et-Niévès, Saint-Martin - Princesse-Juliana                                                                                           |
| Coastal Air           | Christiansted - H. E. Rohlsen, Saint-Martin - Princesse-Juliana En saison : Anguilla-Clayton J. Lloyd, Newcastle (Nevis) - Vance W. Amory (en), Saint-Eustache                                                                           |
| Express Carrier LLC   | Anguilla-Clayton J. Lloyd, Christiansted - H. E. Rohlsen, Charlotte Amalie - Cyril E. King En saison : Saint John's-V. C. Bird, Newcastle (Nevis) - Vance W. Amory (en), Saint-Christophe-et-Niévès, Tortola - Terrance B. Lettsome (en) |
| Winair                | En saison : Saint-Martin - Princesse-Juliana, Saint John's-V. C. Bird |

Édité le 28/02/2020